# 罗纳德·戈里亚斯
罗纳德·戈里亚斯（英語：Ronald Golias，1929年5月4日—2005年9月27日）是一位巴西的喜劇演員和影视演员。他一开始是裁缝出身，后来被Manoel de Nóbrega所雇佣，成为喜剧演员，在电视、广播中表演。随后，他进军电影界，出演了十部电影。1967年至1971年间，他又参演电视节目，起名“Bronco”，并获得巨大成功。1979年，他参与《Mork & Mindy》的一个较短版本的演出工作，与Liza Vieira搭档，担任男主角。自从1990年代，他还出演过《A Praça é Nossa》，并饰演了多个不同角色。2005年，他因多器官衰竭死亡。